# Verseifung
Unter Verseifung (lat. Saponifikation) versteht man im engeren Sinn die Hydrolyse eines Esters durch die wässrige Lösung eines Hydroxids, wie z. B. durch Natriumhydroxid, oder durch spezielle Enzyme, die Esterasen. Sie ist im Gegensatz zur sauren Esterhydrolyse (der Rückreaktion der Veresterung) nahezu irreversibel, da an der Carbonsäure das für die Veresterung nötige Proton fehlt. Als Produkte der Reaktion entstehen der Alkohol und das Salz der Säure (Carboxylat-Ion), aus denen der Ester bestand. Im erweiterten Sinn wird jede Hydrolyse als Verseifung bezeichnet.

## Mechanismus der Verseifung von Carbonsäureestern
Die Verseifung gehört zum Additions-Eliminierungs-Mechanismus. 
Das Hydroxidion (1) greift den Ester 2 nucleophil an. Es bildet sich ein Orthocarbonsäuremonoester-Anion 3. Das Alkoholat-Ion 5 wird unter Bildung einer Carbonsäure 4 abgespalten. Abschließend: Protonenübergang von der Carbonsäure auf das Alkoholat-Ion unter Bildung der Carboxylatgruppe in 6 und des Alkohols 7 (irreversibler Schritt der Verseifung). Wenn das Hydroxidion (1) aus der Natronlauge stammt, ist ein Natrium-Kation das Gegenion von 6, ausgehend von Kalilauge würde sich analog Kaliumsalz der Carbonsäure bilden.
Durch anschließende Zugabe einer stärkeren Säure, z. B. verdünnter Schwefelsäure, zu 6 entsteht durch Protonierung die entsprechende Carbonsäure. Diese Protonierung ist jedoch nicht Teil der eigentlichen Verseifungsreaktion.

## Verwendung
Ursprünglich bezeichnete die Verseifung lediglich die basische Esterhydrolyse von Triglyceriden, z. B. tierischen Fetten oder pflanzlichen Ölen, mit Laugen, ursprünglich Soda, heute vornehmlich Natronlauge oder Kalilauge, in der Seifensiederei. Dabei entstehen der dreiwertige Alkohol Glycerin und die jeweiligen Alkalisalze der in den Fetten verestert vorkommenden Fettsäuren. Die Salze der Fettsäuren werden Seifen genannt. Die Verseifung mit Natronlauge liefert Kernseife (eine Natriumseife), also Natriumsalze von Fettsäuren (R1 bis R3 = langkettige Alkylgruppe oder Alkenylgruppe von Fettsäuren):
Bei der Verseifung mit Kalilauge entsteht Schmierseife – eine Kaliumseife, also ein Gemisch der Kaliumsalze von Fettsäuren.
Eine chemische Kennzahl in der Fettanalytik ist die Verseifungszahl.
Aus dem Verseifungsansatz kann durch Extraktion mit Kohlenwasserstoffen das sogenannte  Unverseifbare, das vornehmlich aus Sterinen besteht, gewonnen  werden.